# Vòtic
El vòtic és una llengua uraliana en vies d'extinció parlada pels vòtics. Pertany a la branca meridional del grup balto-fínic molt relacionat amb l'estonià. Els dialectes són oriental (el darrer parlant va morir a Itchäpäivä (Itsepino) el 1960), occidental (a Vaipool), Kukkusi i Kreevin (enclavament a Letònia, extingit a Curlàndia en el s. XIX; segons Sjögren encara es parlava el 1846). Actualment és parlat per 17 persones entre 59 i 85 anys. I l'última dona parlant a Mattiya, el 1942 tenia 92 anys.
No tenen llengua escrita, ni s'hi ha escolaritzat mai, ni hi ha literatura ni llibres de text, ni diaris, llevat dos reculls de tradició oral del 1908 i del 1960. El 1930 eren l'única minoria de Rússia no escolaritzada en la seva llengua i sense literatura. Alguns afirmen que es va obrir el 1930 una escola a Pesky en vòtic, però no n'hi ha cap prova, i alguns s'educaren en ingrià a Krakolye. Les aspiracions el 1920 de l'intel·lectual votic estonià, Dimitri Tsvetkov de Tartu, autor de gramàtiques i llibres de text, no s'acompliren.
Hi ha una rica varietat de material etnològic i folklore recollit. Fou descobert per un pastor protestant de Narva, Fr. L. Trefurt, el 1783. Els primers escrits foren publicats en un diccionari comparatiu per P. S. Pallas, Linguarum totius orbis vocabularia comparativa (1787--1789). N'han escrit gramàtiques A. Ahlquist (Wotisk Grammatik, 1856) i P. Ariste (Vadja keele grammatika, 1948; A Grammar of the Votic Language, 1968), i col·leccions de texts publicats per L. Kettunen i L. Posti, J. Mägiste, O. A. Mustonen, E. Adler i P. Ariste. Un diccionari del dialecte Kukkusi, per L. Posti i S. Suhonen, fou publicat el 1980, i un primer volum del diccionari vòtic a Tallinn el 1990.